# Bogåstjärnen
Bogåstjärnen är en sjö i Storfors kommun i Värmland och ingår i Göta älvs huvudavrinningsområde. Sjön har en area på 0,0583 kvadratkilometer och ligger 113,1 meter över havet. Bogåstjärnen ligger i Lungälvens myrar Natura 2000-område.

## Delavrinningsområde
Bogåstjärnen ingår i det delavrinningsområde (660669-140654) som SMHI kallar för Mynnar i Stor-Lungen. Medelhöjden är 118 meter över havet och ytan är 2,6 kvadratkilometer. Räknas de 14 avrinningsområdena uppströms in blir den ackumulerade arean 234,3 kvadratkilometer. Lungälven som avvattnar avrinningsområdet har biflödesordning 4, vilket innebär att vattnet flödar genom totalt 4 vattendrag innan det når havet efter 335 kilometer. Avrinningsområdet består mestadels av skog (21 procent) och sankmarker (62 procent). Avrinningsområdet har 0,06 kvadratkilometer vattenytor vilket ger det en sjöprocent på 2,3 procent.